# Bisdom Tezpur
Het bisdom Tezpur (Latijn: Dioecesis Tezpurensis) is een rooms-katholiek bisdom met als zetel Tezpur, in India. Het bisdom is suffragaan aan het aartsbisdom Guwahati. 

## Geschiedenis
Het bisdom werd opgericht op 16 januari 1964, uit delen van de bisdommen Dibrugarh en Shillong, en was suffragaan aan het aartsbisdom Calcutta.  Op 26 juni 1969 veranderde het van kerkprovincie en werd suffragaan aan het nieuw verheven aartsbisdom Shillong. Op 10 juli 1995 veranderde het nogmaals van kerkprovincie en werd suffragaan aan het nieuw verheven aartsbisdom Guwahati. 

## Parochies
Het bisdom had in 2020 een oppervlakte van 15.320 km2 en telde 9.013.200 inwoners waarvan 2,2% rooms-katholiek was. 

## Bisschoppen
- Orestes Marengo (6 juli 1964 - 26 juni 1969)
- Joseph Mittathany (26 juni 1969 - 28 maart 1980)
- Robert Kerketta (24 oktober 1980 - 3 december 2007)
- Michael Akasius Toppo (3 december 2007 - heden)

Guwahati (aartsbisdom) · Bongaigaon · Dibrugarh · Diphu · Itanagar · Miao · Tezpur